# Never Too Late (canción de Kylie Minogue)
«Never Too Late» (en español: «Nunca es muy tarde») es una canción pop de la cantante australiana Kylie Minogue. Fue lanzada como el tercer sencillo de su segundo álbum de estudio Enjoy Yourself en 1989.

## Historia
Kylie quiso lanzar la canción Enjoy Yourself como el tercer sencillo del álbum homónimo, pero Pete Waterman rechazó la petición y "Never Too Late" fue lanzado en su lugar en 1989. A pesar de que debutó en el puesto número 17 debido al retraso del lanzamiento del formato vinilo, la canción se convirtió en un éxito instantáneo, alcanzando el número 4. Su bajo debut rompió la impresionante corrida de 7 top dos consecutivos, pero se convirtió en su octavo top 5 consecutivo. 
El lado B, llamado "Kylie's Smiley Mix", fue un mix continuo de sus éxitos del álbum Kylie y la versión vinilo incluyó esas canciones en el siguiente orden: "I'll Still Be Loving You", "It's No Secret", "Je Ne Sais Pas Pourquoi", "Turn It Into Love", "I Should Be So Lucky", "Got To Be Certain" y el silbido del comienzo del mix de 1988 es de la canción "The Loco-Motion". El mix 7" contiene las mismas canciones, pero omitiendo "I'll Still Be Loving You" e "It's No Secret".
El sencillo recibió promoción justa en el Reino Unido con una destacable aparición en Des O'Connor Show, tanto como en Saturday morning television.
Se declaró en 1999, en la biografía oficial de Minogue que esta canción fue la favorita canción de Kylie del antiguo vocalista de la banda INXS y exnovio de Kylie, Michael Hutchence.
El tema es mencionado en el capítulo siete de la segunda temporada de Doctor Who, donde el doctor dice la estrofa de la canción "It's never too late, as a wise person once said; Kylie, I think".

## Video musical
El video para Never Too Late fue dirigido por Pete Cornish. El video muestra a Kylie con diferentes vestidos junto a sus bailarines en frente de varios fondos - algunos de los vestidos son de vaquera, onda disco, vestido chino con sus fanes, y uno a la moda de 1920. El video fue premiado por el "video más popular" en la 32.ª edición anual de los Logie Awards, que tuvo lugar en Australia en 1990.

## Sencillos
CD sencillo
- «Never Too Late» – 3:21
- «Never Too Late» (Extended) – 6:11
- «Kylie's Smiley Mix» (Extended) – 6:17

7" sencillo
- «Never Too Late» – 3:21
- «Kylie's Smiley Mix» (7" versión) – 3:59

12" sencillo
- «Never Too Late» (Extended) – 6:11
- «Kylie's Smiley Mix» (Extended) – 6:17

7" sencillo australiano
- «Never Too Late» – 3:21
- «Made in Heaven» (Heaven Scent Mix) – 4:43

12" sencillo australiano/Casete
- «Never Too Late» (Extended) – 6:11
- «Made in Heaven» (Heaven Scent Mix) – 4:43

## Presentaciones en vivo
La canción ha sido presentada en los siguientes shows en vivo
- Enjoy Yourself Tour
- On A Night Like This Tour
- Kylie Fever Tour 2002
- An Audience With... Kylie

## Posicionamiento
| Listas (1989) | Máxima posición |
| ------------- | --------------- |
| Alemania      | 45              |
| Australia     | 14              |
| Francia       | 26              |
| Irlanda       | 1               |
| Israel        | 1               |
| Nueva Zelanda | 27              |
| Países Bajos  | 29              |
| Reino Unido   | 4               |
| Sudáfrica     | 8               |
| Suiza         | 23              |